# Cibório (recipiente)

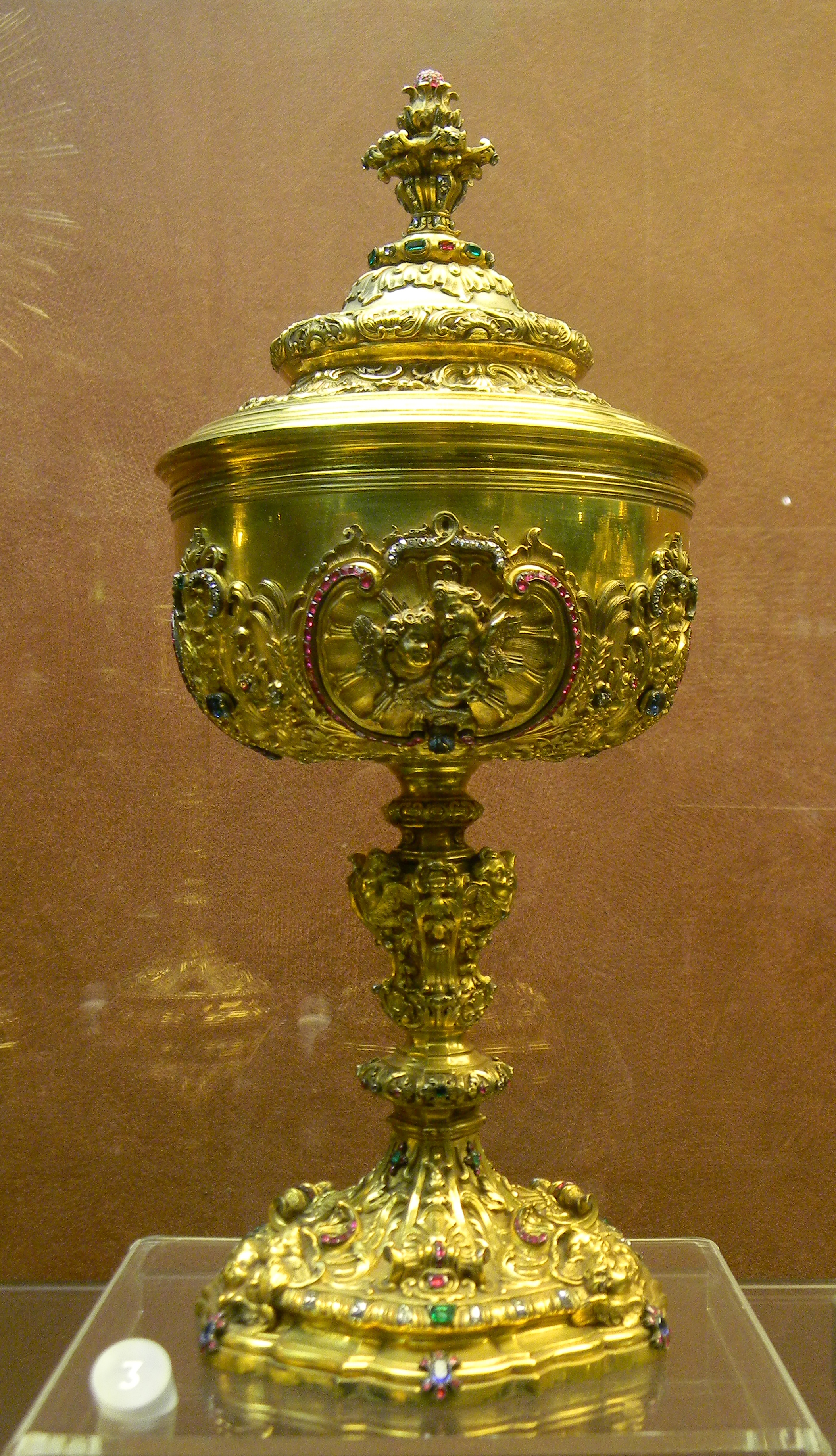
Píxide de prata dourada, diamantes, rubis e esmeraldas, século XVIII

Cibório (em grego: κιβώριον; romaniz.: kibórion; em latim: ciborĭu-), píxide (em grego: πυξίς; romaniz.: pyxís; em latim: pyxis/pyxĭde-), âmbula ou ampula (ambos estes do latim: ampulla), é um tipo de cálice no qual se colocam as hóstias para serem consagradas, ou mesmo as que já foram consagradas. Geralmente feita de ferro, com o interior dourado e tampa, pode ser usado como ostensório.